# Morden i Pembroke
Morden i Pembroke (engelska: Cleddau = walesisk originaltitel); engelsk titel The One That Got Away är en brittisk (walesisk) thriller och dramaserie vars första säsong hade premiär den 13 oktober 2024 på BBC. Första säsongen som består av sex avsnitt är skapad av Catherine Tregenna och regisserad av Sion Ifan.

## Handling
Serien kretsar kring kriminalinspektörerna Ffion Lloyd och Rick Sheldon som tillsammans kopplas in på ett fall rörande en sjuksköterska som hittats mördad. Tillvägagångssättet påminner mycket om ett gammalt fall.

## Rollista i urval
| Elen Rhys          | – Ffion Lloyd   |
| Richard Harrington | – Rick Sheldon  |
| Rhian Blythe       | – Helen Sheldon |
| Ioan Hefin         | – Alan Vaughan  |